# TV Avisen
TV Avisen ist der Name der Nachrichtensendung des dänischen Fernsehens DR1.

## Geschichte
TV Avisen wurde zum ersten Mal am 15. Oktober 1965 um 20:00 Uhr ausgestrahlt. Zu diesem Zeitpunkt gab es bereits seit 14 Jahren regelmäßige Fernsehsendungen in Dänemark, jedoch bis dahin keine Fernsehnachrichten. Dies lag an einer im Jahre 1926 unterzeichneten Vereinbarung zwischen DR und der Presse, die gewährleistete, dass die dänische Presse die Kontrolle über die Verbreitung von Nachrichten im Rundfunk hatte. Auch nach Einführung des Fernsehens blieb diese Vereinbarung gültig und endete erst am 1. Juli 1964. Im darauffolgenden Jahr gab es dann erstmals TV Avisen. Die Filmeinspielungen stammten in der Anfangszeit meist von ausländischen Nachrichtenagenturen und wurden im Stil älterer Wochenschauen von Unterhaltungsmusik begleitet. 
Im Jahre 1978 wurde TV Avisen zum ersten Mal in Farbe ausgestrahlt mit Steen Bostrup als Moderator. 1983 wurden neue Studios in dem in den 1960er Jahren errichteten Sendezentrum (TV-Byen) in Gladsaxe bezogen, nachdem man bis dahin die Studios im Radiohuset in Frederiksberg mitbenutzt hatte. 
1993 wurde das Monopol von DR zur Ausstrahlung von Nachrichtensendungen beendet, so dass der 1988 gegründete private Fernsehsender TV2 auch Nachrichtensendungen aufnehmen konnte. Unter anderem mit einer Änderung der Sendezeit musste der Konkurrenz begegnet werden. 
Die in den Jahren 2001–2006 gesendete Frühausgabe im Morgenprogramm wurde wegen mangelnder Nachfrage wieder eingestellt. Im Jahre 2006 wurden die Radio- und Fernsehstudios von DR in den neuen Gebäuden im DR Byen auf Amager zusammengefasst, TV Avisen mit einem neuen Design versehen und in 16:9 gesendet.

## Aktuelle Sendezeiten
- Täglich um 18:30 Uhr mit einer Länge von 30 Minuten.
- Täglich außer Samstag um 21 Uhr; Mo–Fr mit einer Länge von 25 Minuten, Sonntag mit einer Länge von 15 Minuten.
- Ferner wird Mo–Fr um 14:50 Uhr für 10 Minuten in den Studios von TV Avisen eine Nachrichtensendung in Gebärdensprache (Nyheder på tegnsprog) produziert, welche gleichzeitig zum Sprecher auch noch von einem Gebärdensprachdolmetscher vorgetragen wird. Es ist geplant, diese seit 1993 ausgestrahlte Sendung zum 1. November 2009 einzustellen.[1]

## Merkmale der Sendung
Die Sendung beginnt stets mit einer Inhaltsangabe in Form einer kurzen Einspielung der wichtigsten Beiträge. Der Schwerpunkt der zuerst ausgestrahlten Beiträge wird möglichst auf Inlandsnachrichten gelegt. TV Avisen hat ständige, eigene Korrespondenten in Washington, D.C., New York City, Rom, Brüssel, sowie in China und dem Nahen Osten und einen Spezialkorrespondent zum Thema „Klima“. 
Wie im dänischen Fernsehen üblich werden fremdsprachige Beiträge (z. B. Interviews mit ausländischen Politikern oder ausländische Pressekonferenzen) nicht von einem dänischen Sprecher wiedergegeben, sondern mit Untertiteln versehen. 
Zum Schluss der Hauptausgabe wird die Wettervorhersage von einem Meteorologen moderiert. Dann wird ein nahtloser Übergang zu den Wirtschafts-, Verbraucher- und Auslandsmagazinen geschaffen, die Montag bis Donnerstag direkt danach ausgestrahlt werden.

## Videostream
Alle Sendungen von TV Avisen aus den letzten 30 Tagen sind als Podcast für jeden im Internet abrufbar. Der Livestream von TV Avisen ist jedoch nur aufrufbar, wenn der Zugriff erfolgt über IP-Nummern aus Dänemark. Andernfalls erscheint eine Fehlermeldung. 
In 2008 wurde am Jahresende eine Spezialfolge erstellt, in der alle Pannen und Patzer des vergangenen Jahres zu heiteren Collage zusammengeschnitten wurden. Auch diese Sendung (Årets bøffer fra TV Avisen) ist im Internet allgemein abrufbar.